# Zienzieli
Zienzieli (ros. Зензели) – wieś w Rosji, w obwodzie astrachańskim, w rejonie limańskim. W 2010 liczyła 3198 mieszkańców.